# 哈勒站
哈勒站（荷蘭語：Station Halle）是比利时弗拉芒布拉班特省哈勒的鐵路車站。该车站于1840年5月18日启用，位于比利时1、26、94、96号铁路线上。2010年2月15日，哈勒站和伯伊津恩站之间发生列车相撞事故，造成19人死亡、171人受伤。

## 列车服务
该站提供以下列车服务：
- 城际列车 (IC-06) 图尔奈 - 阿特 - 哈勒 - 布鲁塞尔 - 布鲁塞尔机场
- 城际列车 (IC-11) 班什 - 布赖讷勒孔特 - 哈勒 - 布鲁塞尔 - 梅赫伦 - 蒂伦豪特（周一至周五）
- 城际列车 (IC-11) 班什 - 布赖讷勒孔特 - 哈勒 - 布鲁塞尔 - 斯哈尔贝克（周末）
- 城际列车 (IC-14) 基耶夫兰 - 蒙斯 - 布赖讷勒孔特 - 哈勒 - 布鲁塞尔 - 鲁汶 - 列日（周一至周五）
- 城际列车 (IC-26) 科特赖克 - 图尔奈 - 哈勒 - 布鲁塞尔 - 登德尔蒙德 - 洛克伦 - 圣尼克拉斯（周一至周五）
- 布鲁塞尔城市快铁（法语：Réseau express régional bruxellois） (S2) 布赖讷勒孔特 - 哈勒 - 布鲁塞尔 - 鲁汶
- 布鲁塞尔城市快铁 (S5) (赫拉尔兹贝亨 -) 昂吉安 - 哈勒 - 埃特贝克 - 布鲁塞尔卢森堡 - 梅赫伦（周一至周五）
- 布鲁塞尔城市快铁 (S5)  哈勒 - 埃特贝克 - 布鲁塞尔舒曼 - 梅赫伦（周末）
- 布鲁塞尔城市快铁 (S6) 阿尔斯特 - 登德尔莱乌 - 赫拉尔兹贝亨 - 哈勒 - 布鲁塞尔 - 斯哈尔贝克（周一至周五）
- 布鲁塞尔城市快铁 (S6) 登德尔莱乌 - 赫拉尔兹贝亨 - 哈勒 - 布鲁塞尔 - 斯哈尔贝克（周末）
- 布鲁塞尔城市快铁 (S7) 哈勒 - 梅罗德 - 维尔福德（周一至周五）